# グランドニッコー東京ベイ 舞浜

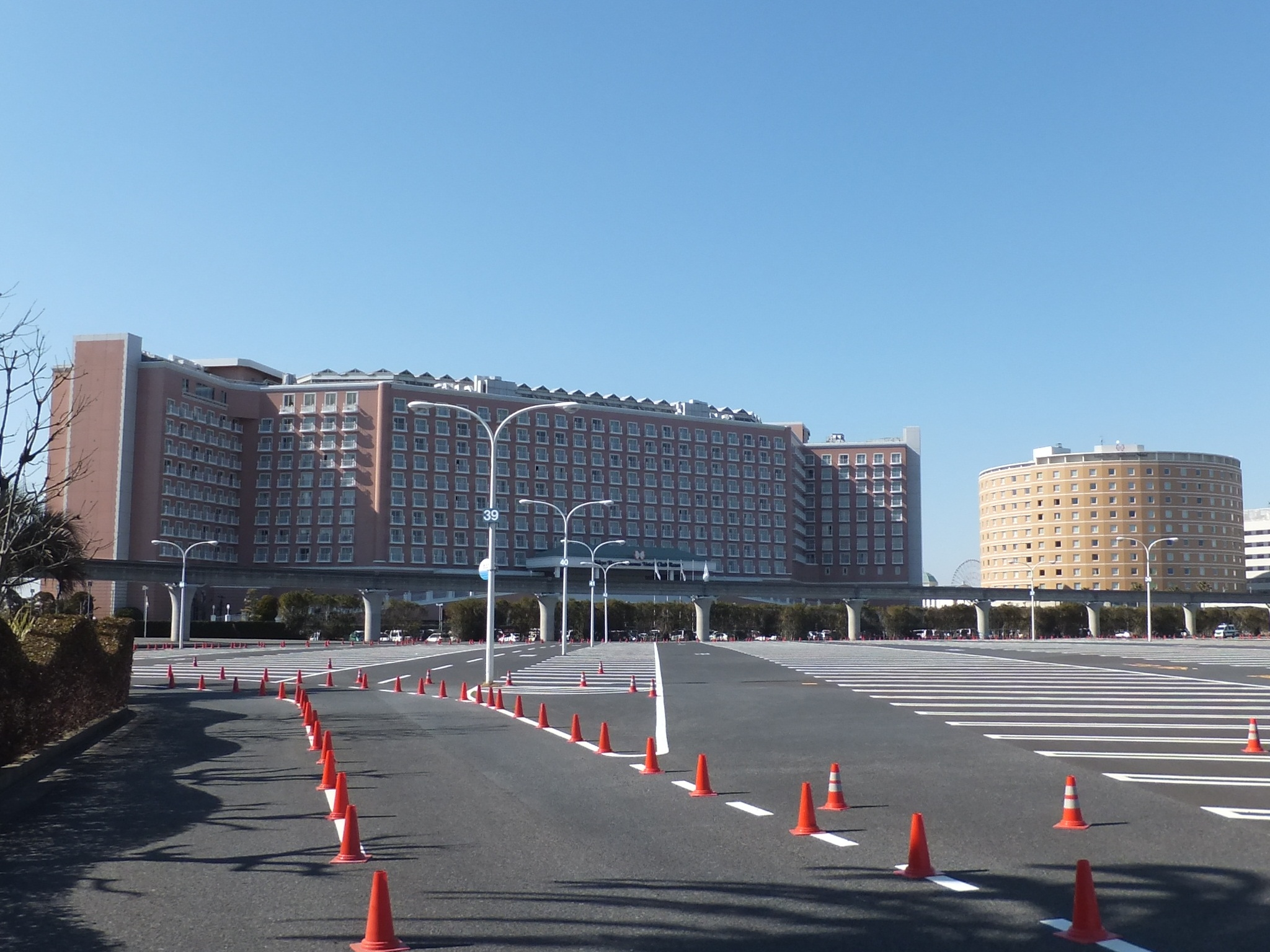
東京ベイ舞浜ホテル クラブリゾート時代（左）と東京ベイ舞浜ホテル（右）（2012年2月19日）

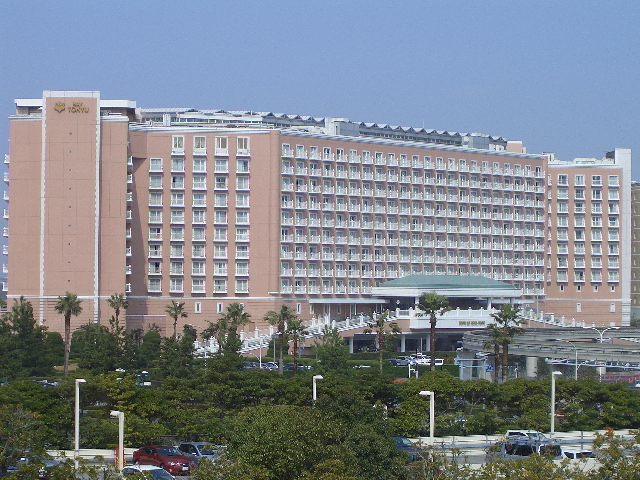
東京ベイホテル東急時代（2010年3月16日）

グランドニッコー東京ベイ 舞浜（グランドニッコーとうきょうベイまいはま、英:  'GRAND NIKKO Tokyo Bay Maihama）とは、千葉県浦安市舞浜にあるホテルである。東京ディズニーリゾート内にあり、東京ディズニーリゾート・オフィシャルホテルの一つである。2020年4月29日で前身の東京ベイ舞浜ホテル クラブリゾートとしての営業を終了し、オークラ系列の「グランドニッコー東京ベイ 舞浜」へとリブランドし、2020年7月1日に開業した。

## 概要
1990年（平成2年）5月2日に「東京ベイホテル東急」の名称で開業したが、2010年（平成22年）9月末で東急グループが持つ「東急ホテルズ」としての運営を終了した。
その後は、東京ベイホテルズが運営して「東京ベイ舞浜ホテル　クラブリゾート」に名称を変更し、2014年（平成26年）7月にヒューリックが所有したが名称は変更しない。
東急ホテルズは近隣の浦安市日の出に東京ベイ東急ホテルを2018年5月1日に開業している。
2020年4月28日に東京ベイ舞浜ホテルクラブリゾートとしての営業を終了し、5月からグランドニッコー東京ベイ舞浜にリブランドして開業する予定が、新型コロナウイルス感染症の影響により4月1日から6月末日まで休館し、7月1日に開業した。

## 沿革
- 1988年（昭和63年）9月27日 - 「東京ベイホテル東急」として着工[5]した。
- 1990年（平成2年）5月2日 - 東急グループが「東急ホテルズ」の「東京ベイホテル東急」として開業[2]した。
- 2010年（平成22年）
  - 9月末 - 「東急ホテルズ」としての運営を終了[3]した。
  - 10月1日 - 東急ホテルズとの契約満了を受け、「東京ベイ舞浜ホテル クラブリゾート」として、株式会社東京ベイホテルズが運営を開始した。
- 2014年（平成26年）7月 - 不動産大手ヒューリックが投資会社の舞浜エリートパートナーズから買収[1][6]した。
- 2020年（令和2年）
  - 1月14日 - 同年4月28日宿泊分をもって営業終了を発表[7]した。閉館後はホテルオークラの子会社であるオークラ ニッコー ホテルマネジメントが運営を引き継ぎ、「グランドニッコー東京ベイ 舞浜」として改称される[8][9]。
  - 3月31日 ｰ 新型コロナウイルス感染拡大に伴う外出自粛要請が続いていることから、4月1日から4月20日までの臨時休館を発表[10]した。
  - 4月13日 - 当初は4月20日までの臨時休館の予定だったが、非常事態宣言の発令など収束の兆しが見られないことから、営業終了予定日までの臨時休館の延長を発表[11]した。
  - 6月19日 - 7月1日より「グランドニッコー東京ベイ 舞浜」として開業する事を発表[12]した。

## 施設概要
南欧をイメージコンセプトにした都市型リゾートホテルで、ヒルトン東京ベイと東京ベイ舞浜ホテルの間に位置する。世界的な環境管理システムの認証であるISO14001を取得して環境問題に取り組んでいる。

## 近隣ホテルとの関係
東京ベイ舞浜ホテル クラブリゾートの経営会社であった「株式会社 東京ベイホテルズ」と、東京ベイ舞浜ホテルを経営・運営する「株式会社 東京ベイ舞浜ホテル」、東京ベイ舞浜ホテル ファーストリゾートを運営する「株式会社ファーストリゾート」はグループ会社で、元来はいずれも第一不動産傘下の企業であった。同グループが経営するホテルが隣接していた。

## 客室・宴会施設
東京ディズニーリゾート・オフィシャルホテルで最大級の宴会施設がある。

### ガーデンフロア
- ガーデンスタンダードルーム
- ガーデンスーペリアルーム
- ガーデンデラックスルーム
- ガーデンデラックスファミリールーム
- 和洋室
- ユニバーサルルーム

### レインボーフロア
- レインボースタンダードルーム
- レインボースーペリアルーム
- レインボーデラックスルーム
- レインボーデラックスファミリールーム

### ニッコーフロア
ニッコーフロアの宿泊者は宿泊者用のラウンジが利用可能である。
- ニッコースタンダードルーム
- ニッコースーペリアルーム
- ニッコーデラックスルーム
- ニッコーデラックスファミリールーム
- ニッコーグランファミリールーム
- ジュニアスイート
- エグゼクティブスイート
- デラックススイート

### 宴会施設
- 大宴会場「グランドボールルーム」
- 中小宴会場
  - 結婚式場「神式、教会式」

## レストラン
- オールディダイニング「ル・ジャルダン」
- 海辺の食堂　玉かがり

## その他の施設
- アトリウム
- パティオ
- リヴィエラクラブラウンジ
- カーニバルスクエア
- ディズニーファンタジー
- ファーストドラッグ
- フィットネスクラブ
- 屋内外プール
- ダンスホール

## アクセス
電車（舞浜駅まで）
- 東京駅から、JR京葉線で舞浜駅（南口）下車

舞浜駅より
- ディズニーリゾートライン、リゾートゲートウェイステーションより2駅目のベイサイドステーションで下車し、徒歩または、ディズニーリゾートクルーザーを利用。
- 舞浜駅から当ホテルまでのディズニーリゾートクルーザーを利用

なお、舞浜駅発のディズニーリゾートクルーザーは、当ホテルの系列ホテルである、ホテルオークラ東京ベイにも一部時間帯乗り入れている。
飛行機
- 羽田空港よりリムジンバスにて約50分。
- 成田空港よりリムジンバスにて約80分。

車
- 首都高速湾岸線、浦安ランプ出口より約10分。
- 駐車場有

バス
- 東京ベイシティ交通 12番系統（浦安駅入口-舞浜駅） 「ヒルトンホテル・グランドニッコー」下車。